# Apelsinvillan

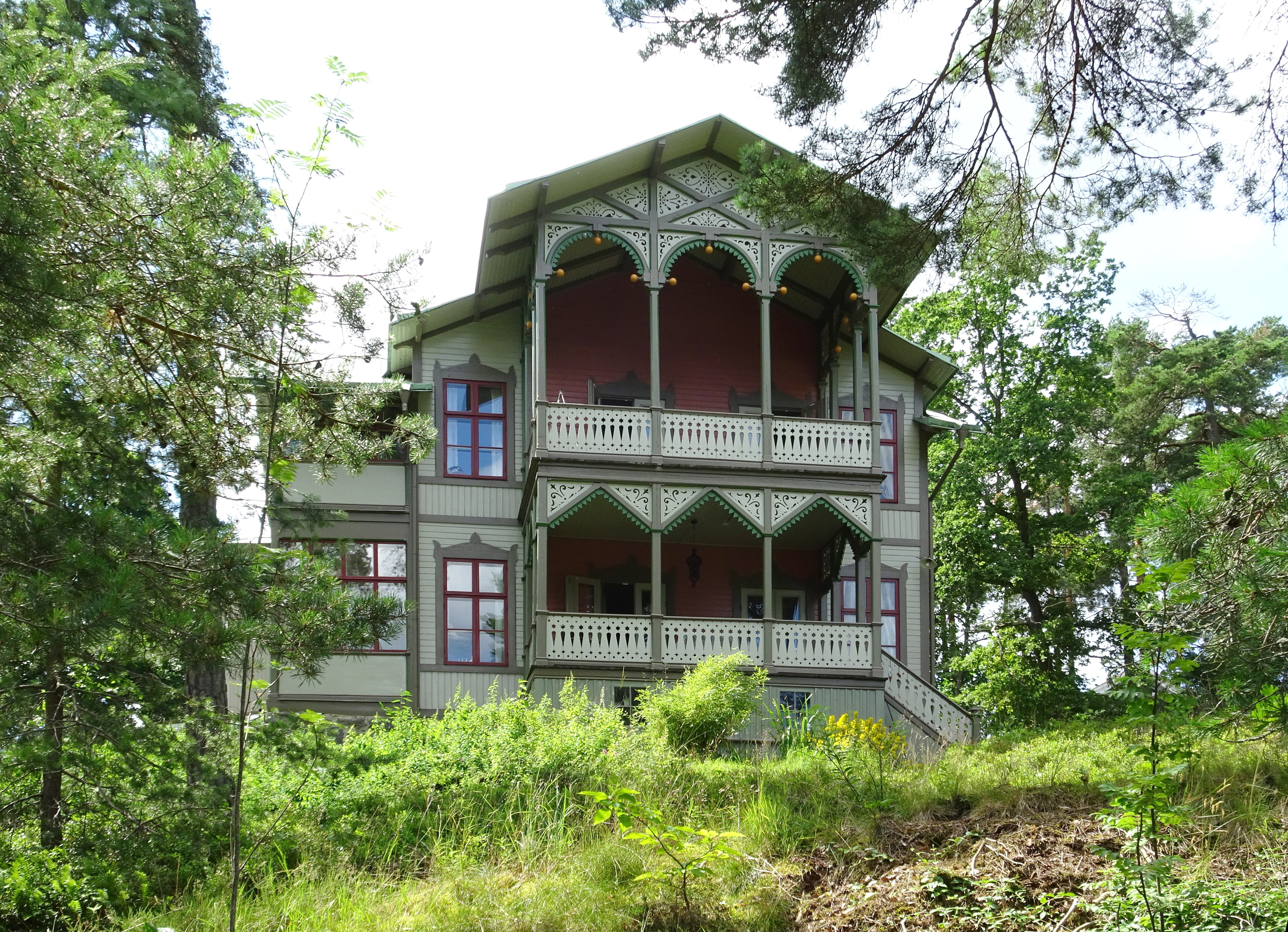
Apelsinvillan fasad mot Kottlasjön, 2021.

Apelsinvillan, även kallad Villa skogsbacken, ligger vid Kottlasjöns västra strand med adress Vinkelvägen 27 i kommundelen Skärsätra i Lidingö kommun. Till villan hör också två små uthus av trä. Fastigheten är sedan 1982 ett lagskyddat byggnadsminne.

## Historik

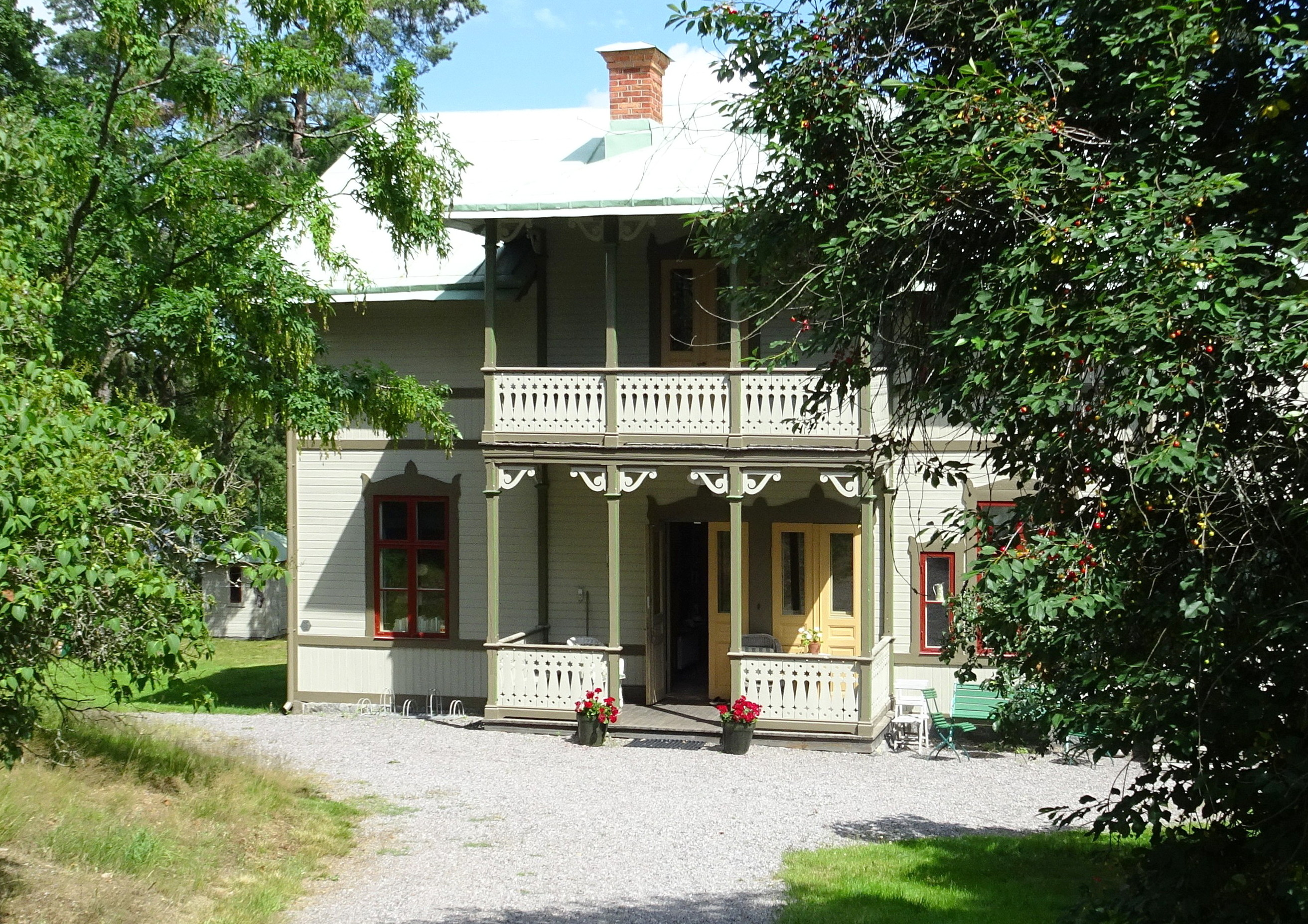
Apelsinvillan, entrésidan, 2021

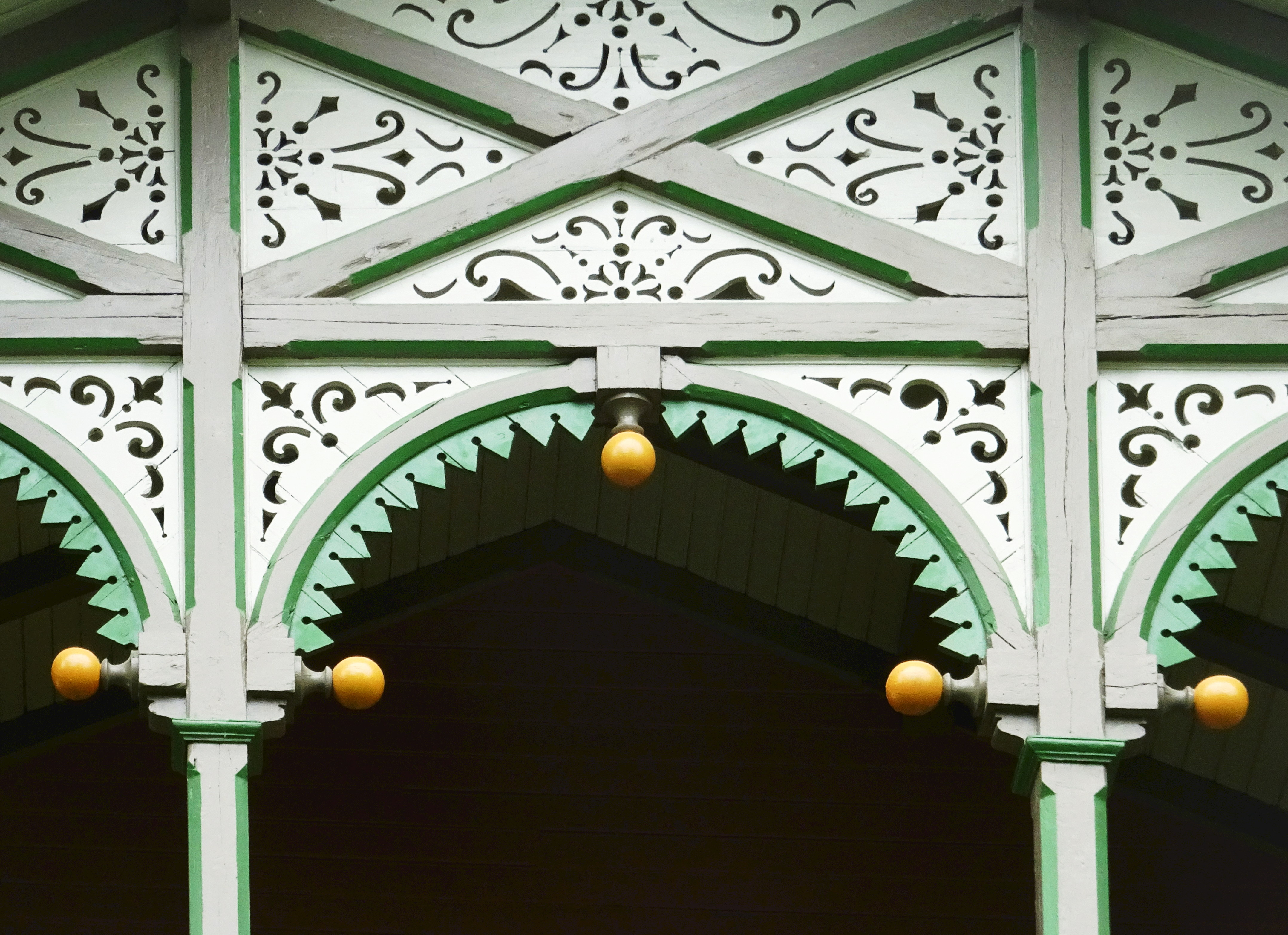
Prydnakslyktor eller apelsiner?

Villan, som ursprungligen hette Skogsbacken nr 2, uppfördes 1890 av snickarmästare Per Johan Asker som sommarbostad. Byggnaden rymde två lägenheter och byggdes på spekulation. Apelsinvillan hörde till flera sommarnöjen som i slutet av 1800-talet började växa upp vid Kottlasjön. År 1897 förvärvades fastigheten av före detta skomakarmästaren Johan Fredrik Källgren från Stockholm. Villan förblev i familjen Källgrens ägo ända fram till 1970-talet.
Byggnaden har fått sitt namn av de orangefärgade träklot som pryder den övre verandan. De skall möjligen föreställa tända prydnadslyktor, men anses påminna mer om apelsiner. Vid bygget kom en del äldre material till användning, bland annat i stommen och för flera innerdörrar som härrörde från 1700-talet. På 1980-talet genomfördes en omsorgsfull renovering av byggnaden då fasaderna även återfick sin ursprungliga färgskala. 
Byggnaden är ett bra exempel på det sena 1800-talets sommarnöje i Stockholmstrakten som kännetecknas av stora verandor och omfattande lövsågerier. Numera används huset som året runt-bostad.

### Webbkällor
- Lidingö stad: Kulturhistoriskt värdefulla områden på sydöstra Lidingö
- anläggningspresentation - Apelsinvillan.